# 劉必顯 (順治進士)
劉必顯（1600年—1692年），字微之，號西水，山東諸城人，清初官員。

## 生平
劉必顯於明朝天啟四年（1624年）中舉人，清順治九年（1652年）中進士。初任戶部河南司主事。官至戶部广西司員外郎，授奉直大夫。

## 家族
祖籍江南省砀山，明弘治间始祖福公自南直隶砀山县迁山东诸城县。劉氏為當地望族，劉必顯為官清廉，勤儉治家，後世科名極盛，子劉果、劉棨皆為進士，孫劉統勳，曾孫劉墉皆官至大學士，玄孫劉鐶之官至尚書。